# Schlösserbrücke (Erfurt)

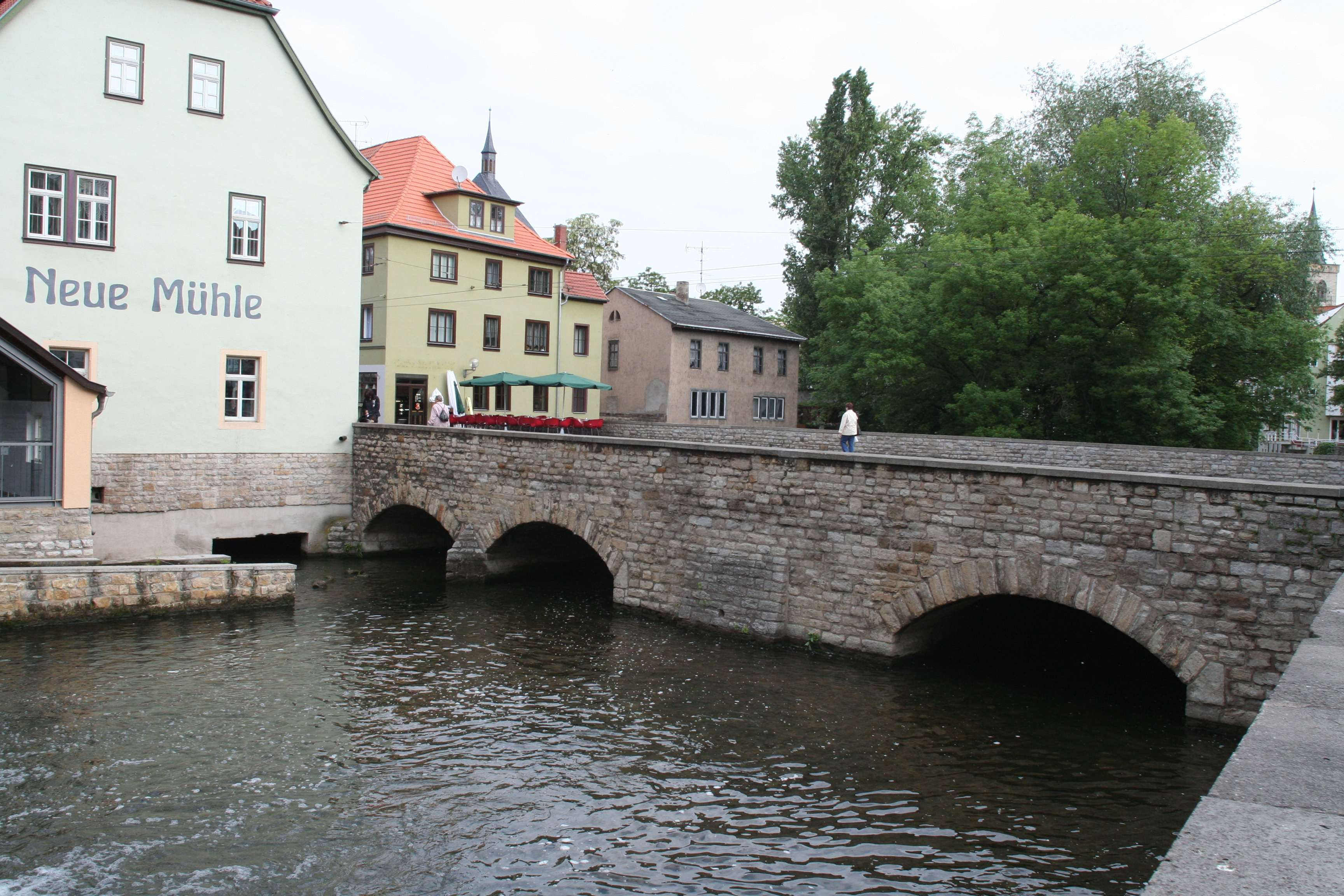
Schlösserbrücke, Südseite (oberstrom)

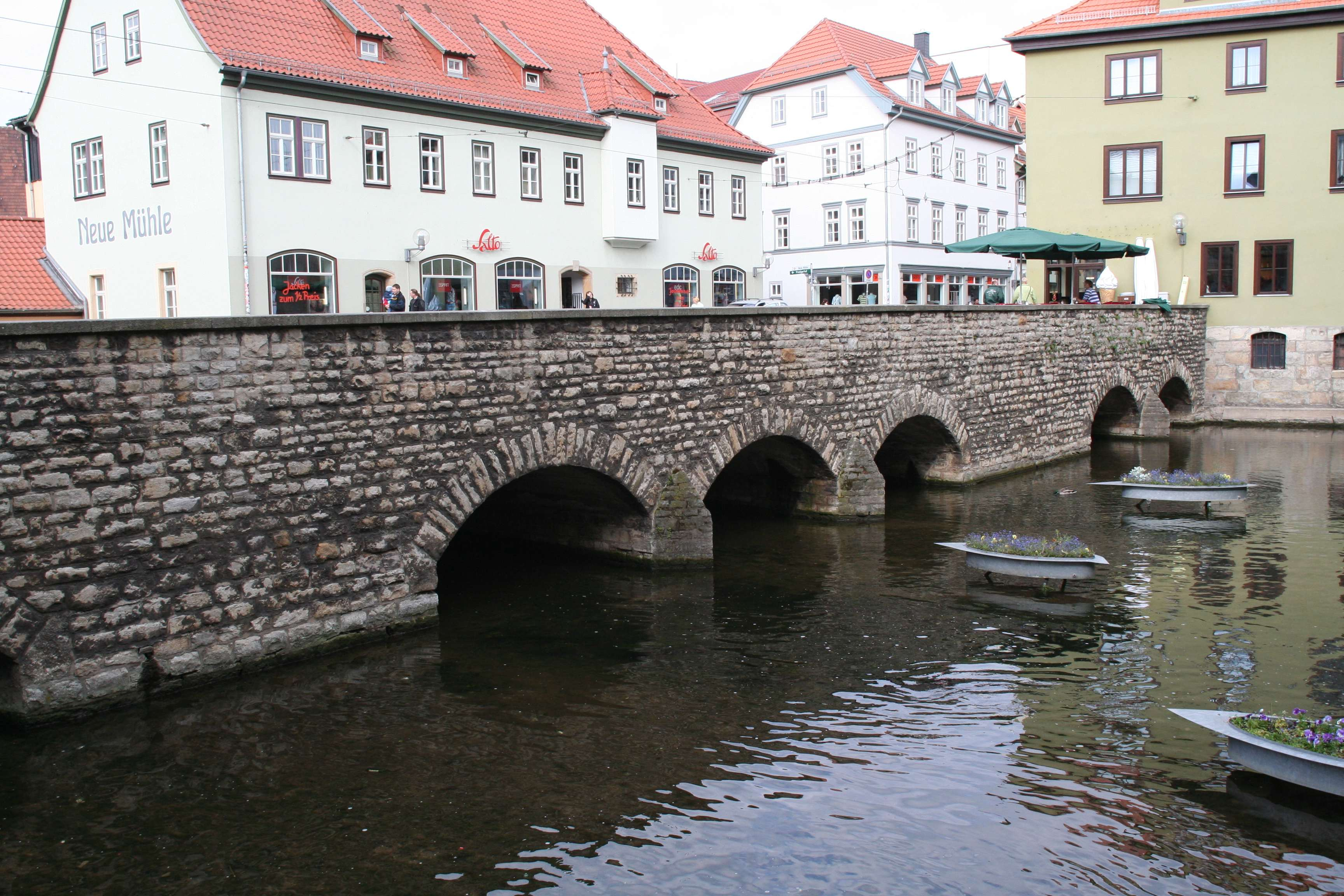
Schlösserbrücke, Nordseite (unterstrom)

Die Schlösserbrücke ist eine Straßenbrücke in der thüringischen Landeshauptstadt Erfurt. Sie liegt im Stadtzentrum in der Schlösserstraße, überspannt den Breitstrom, einen Seitenarm der Gera, und verbindet den Fischmarkt im Nordwesten mit dem Anger im Südosten.  Als Teil der Fußgängerzone wird die Brücke zwischen den Haltestellen Anger und Fischmarkt/Rathaus auch von zahlreichen Stadtbahnlinien befahren.

## Geschichte
Ursprünglich neben einer Furt als Holzsteg über die Gera errichtet, wurde die Schlösserbrücke  im 13. Jahrhundert erstmals als Langer Steg zwischen der Schlössermühle und der Neuen Mühle erwähnt.
Der Bau der ersten Steinbrücke folgte nach dem Stadtbrand von 1736. Dies war allerdings eine Mischkonstruktion, bestehend aus zwei Gewölben an beiden Ufern und dazwischen liegend  eine dreifeldrige Holzbrücke. Bei einem Umbau im Jahr 1862 wurde der mittlere Teil durch drei weitere Steingewölbe ersetzt und die Brücke auf 10 m Breite erweitert. Die Brückenachse war geknickt.
Im  Zweiten Weltkrieg wurden durch einen Luftangriff am 26. November 1944 die Nachbarbebauung, wie die Neue Mühle und das Kaufhaus Reibstein, zerstört und die Schlösserbrücke stark beschädigt. Die bereits seit 1937 funktionslose Schlössermühle war 1944 vorsorglich wegen ihrer Brennbarkeit in Befürchtung von Brandbombenangriffen abgetragen worden. Im Rahmen der Instandsetzung der Schlösserbrücke erfolgte bis zum Jahr 1949 ein Umbau des Bauwerks. Dieser umfasste eine Begradigung und beidseitige Verbreiterung  auf 18,4 m, wozu auch die Bauflucht der Neuen Mühle zurückgenommen wurde. Für die Verlängerung der Gewölbe wurde Beton verwendet. Daneben erfolgte eine Verkürzung der zuvor siebenfeldrigen Brücke durch Abbruch eines Gewölbes und entsprechende Verschiebung der östlichen Ufermauer.
Aufgrund von Schäden an den alten Natursteingewölben wurden schließlich im Jahr 1965  vier Bögen durch Betongewölbe ersetzt sowie die zwei westlichen Gewölbe an der Neuen Mühle abgebrochen und verfüllt. Seitdem hat die Schlösserbrücke vier  wasserführende Durchlässe, von denen an der Südseite drei sichtbar sind und einer durch die Neue Mühle verdeckt ist. Unterstrom sind zusätzlich die zwei verfüllten Öffnungen erkennbar.

## Konstruktion
Die 43,7 m lange Bogenbrücke ist heute eine Betonkonstruktion, die mit Kalkbruchsteinen verkleidet ist. Sie besteht aus sechs Gewölben mit lichten Weiten von 3,7 m bis 4,8 m und einem Gewölbestich von 0,9 m bis 1,0 m. Die Gewölbebreite beträgt 18,25 m, Scheitel und Kämpfer sind zwischen 40 cm und 50 cm dick.